# アガスティン・ムリーヨ
アガスティン・パトリック・ムリーヨ・ピネダ（Agustin Patrick Murillo Pineda, 1982年5月5日 - ）は、メキシコ合衆国バハ・カリフォルニア州ティフアナ出身のプロ野球選手（内野手）。右投右打。
東北楽天ゴールデンイーグルス時代はアガスティン・ムリーロと表記されていた。

## 経歴

### ダイヤモンドバックス傘下・メキシカンリーグ時代
2002年、アリゾナ・ダイヤモンドバックスと契約。
2007年にメキシカンリーグのチワワ・ゴールデンズにレンタル移籍。
2008年はメキシカンリーグのモンテレイ・サルタンズにレンタル移籍。
2009年は3月に第2回WBCのメキシコ代表に選出された。またダイヤモンドバックス傘下に戻りAAA級リノ・エーシズでプレーするも、11月9日にFAとなった。
2010年3月16日にモンテレイ・サルタンズと契約。
2014年、東北楽天ゴールデンイーグルスの秋季キャンプに参加し、入団テストを受けたが、入団には至らなかった。

### 楽天時代
2015年7月31日、東北楽天ゴールデンイーグルスとの契約合意が発表された。9月13日に一軍に初昇格し、9試合に出場して打率.313、0本塁打、1打点の成績を残したが、翌年の構想から外れ、10月31日に球団から退団が発表された。
2016年3月11日に第4回WBC予選のメキシコ代表に選出されたことが発表され、2大会ぶり2度目の選出を果たした。同大会ではメキシコ代表は本戦出場を決めている。

### メキシカンリーグ復帰
2016年4月1日に古巣サルタンズに復帰した。
オフの10月18日に「侍ジャパン 野球オランダ代表 野球メキシコ代表 強化試合」のメキシコ代表に選出された。
2021年4月19日にレオン・ブラボーズにレンタル移籍したが、6月27日にサルタンズに復帰した。9月27日に3対3のトレードでティフアナ・ブルズに移籍。

## 選手としての特徴・人物
打撃では選球眼に優れる中・長距離打者タイプ。守備では三塁を本職に内野全ポジションと外野をこなすユーティリティー性を持っている。
全力プレーを信条としており、楽天入団後は「一生懸命ユニホームを汚すような熱いプレーが持ち味。勢いを持ってきたい」と意気込んでいる。

## 詳細情報

### 年度別打撃成績
| 年 度     | 球 団     | 試 合 | 打 席 | 打 数 | 得 点 | 安 打 | 二 塁 打 | 三 塁 打 | 本 塁 打 | 塁 打 | 打 点 | 盗 塁 | 盗 塁 死 | 犠 打 | 犠 飛 | 四 球 | 敬 遠 | 死 球 | 三 振 | 併 殺 打 | 打 率 | 出 塁 率 | 長 打 率 | O P S |
| --------- | --------- | ----- | ----- | ----- | ----- | ----- | -------- | -------- | -------- | ----- | ----- | ----- | -------- | ----- | ----- | ----- | ----- | ----- | ----- | -------- | ----- | -------- | -------- | ----- |
| 2015      | 楽天      | 9     | 37    | 32    | 1     | 10    | 1        | 0        | 0        | 11    | 1     | 2     | 0        | 0     | 0     | 5     | 0     | 0     | 3     | 1        | .313  | .405     | .344     | .749  |
| 通算：1年 | 通算：1年 | 9     | 37    | 32    | 1     | 10    | 1        | 0        | 0        | 11    | 1     | 2     | 0        | 0     | 0     | 5     | 0     | 0     | 3     | 1        | .313  | .405     | .344     | .749  |

- 2015年度シーズン終了時

### 記録
NPB
- 初出場・初先発出場：2015年9月13日、対福岡ソフトバンクホークス20回戦（楽天Koboスタジアム宮城）、7番・遊撃手で先発出場
- 初打席・初打点：同上、1回裏にブライアン・ウルフから一塁ゴロの間に記録
- 初盗塁：同上、1回裏に二盗（投手：ブライアン・ウルフ、捕手：髙谷裕亮）
- 初安打：同上、8回裏に森唯斗から左翼フェンス直撃安打

### 背番号
- 90 （2015年）

### 代表歴
- 2009 ワールド・ベースボール・クラシック・メキシコ代表
- 2017 ワールド・ベースボール・クラシック予選 メキシコ代表